# Teretno vozilo
Teretno vozilo je motorno vozilo koje je namijenjeno za prijevoz tereta.
U ovisnosti o konstrukciji dijele se na:
- teretni tricikl (trokolica)
- teretni automobil
- teretni automobil polugusjeničar
- teretni automobil gusjeničar.

Ostale podjele mogu se izvršiti na osnovu ukupne nosivosti, dužine vozila...

## Vanjske poveznice
- Kamion Hrvatska tehnička enciklopedija, portal hrvatske tehničke baštine. LZMK